# João Galego
João Galego (crioll capverdià Djon Galég) és una vila a la part oriental de l'illa de Boa Vista a l'arxipèlag de Cap Verd. Es troba a 19 kilòmetres a l'est de la capital de l'illa, Sal Rei.

## Economia
La principal font d'ingressos és l'agricultura i la ramaderia. El poble és conegut per la producció de formatge de cabra de bona qualitat.

## Esports
La Juventude Club de Norte (JCN) és l'equip que representa João Galego a les competicions futbolístiques, el campionat de Boa Vista. Cada més de juny al llogaret s'hi celebren les festes de Sant Joan Baptista, promovent activitats com l'atletisme, curses de burros, animació musical i un àpat col·lectiu. Les celebracions s'estenen al llogaret veí de Fundo das Figueiras.